# Song Yu-vin
Đây là một tên người Triều Tiên, họ là Song.
Song Yu-vin (tiếng Hàn: 송유빈; Hanja: 朴志勋) sinh ngày 28 tháng 4 năm 1998), tên thật là Song Yu-bin, là một nam ca sĩ, diễn viên người Hàn Quốc trực thuộc The Music Works và là thành viên nhóm nhạc MYTEEN.

## Tiểu sử
Song Yu-vin sinh ngày 28 tháng 4 năm 1998 tại Daegu, Hàn Quốc

## Sự nghiệp

### 2014: Tham gia Superstar K6, dừng chân tại TOP4
Năm 2014, Song Yu-vin tham gia Superstar K6 và dừng chân tại TOP4.

### 2016-nay: Ra mắt solo, Ra mắt với MYTEEN
Anh ra mắt với MYTEEN tháng 7 năm 2017.
2019: Tham gia chương trình Produce X 101
Anh tham gia Produce X 101 - show sống còn của Mnet với Kim Kookheon.

## Danh sách đĩa nhạc
| Đĩa đơn | Năm  | Thứ hạng | Thứ hạng | Tải                           | Album                                |
| Đĩa đơn | Năm  | KORGaon  | USWorld  | Tải                           | Album                                |
| --- | ---- | -------- | -------- | ----------------------------- | ------------------------------------ |
| "Why Is The Sky" | 2014 | —        | —        |                               | Superstar K6 Top 11 - Part.1         |
| "I Love You" | 2014 | —        | —        |                               | Superstar K6 Top 11 - Part.2         |
| "Moai" | 2014 | —        | —        |                               | Superstar K6 Top 11 - Part.3         |
| "I Will Give You Everything" | 2014 | —        | —        |                               | Superstar K6 Top 11 - Part.4         |
| "Count Up to Ten" | 2014 | —        | —        |                               | Superstar K6 Top 11 - Part.5         |
| "Garosugil At Dawn" (with Baek Ji-young) | 2015 | —        | —        | Đĩa đơn không nằm trong album |                                      |
| "Give Me A break" (Flo featuring Song Yu-bin) | 2015 | —        | —        | Đĩa đơn không nằm trong album |                                      |
| "Shouting Those Words" (Flo featuring Song Yu-bin) | 2015 | —        | —        |                               | Sweet Secret OST                     |
| "Ordinary Farewell" (with Kim Na-young) | 2015 | —        | —        |                               | The Girl Who Sees Smells OST Part. 9 |
| "Over Tonight" (Flo featuring Song Yu-bin) | 2015 | —        | —        | Đĩa đơn không nằm trong album |                                      |
| "Perhaps This Is.." | 2016 | —        | —        |                               | Goodbye Mr. Black OST                |
| "Coincidence" (with Kim So-hee) | 2016 | —        | —        |                               | Hey Ghost, Let's Fight OST           |
| "You To The Bone" (featuring Heota of BtoB) | 2016 | —        | —        |                               | Hey Ghost, Let's Fight OST           |
| "Words Being Said For The First Time" (처음 하는 말) | 2018 | —        | —        |                               | What's Wrong with Secretary Kim OST  |
| "—" denotes releases that did not chart or were not released in that region. "*" indicates that the Gaon Chart was revamped at this time and digital sales were deflated. |      |          |          |                               |                                      |